# Vollstreckungsschutz
Der Vollstreckungsschutz ist ein in der Zwangsvollstreckung bestehendes Mittel des Schuldners, um unter bestimmten Voraussetzungen die Zwangsvollstreckung zu verhindern.
Der Vollstreckungsschutz kann beim zuständigen Vollstreckungsgericht beantragt werden. Auf entsprechenden Antrag des Schuldners kann das Vollstreckungsgericht bestimmte Maßnahmen der Zwangsvollstreckung ganz oder teilweise aufheben, einstellen oder gar untersagen. Voraussetzung hierfür ist, dass die Vollstreckungsmaßnahmen für den Schuldner eine besondere Härte bedeuten würde, welche mit den guten Sitten nicht vereinbar wäre. Hierbei muss das Gericht auch das Schutzbedürfnis des Gläubigers berücksichtigen und die gegenläufigen Interessen ins Verhältnis setzen. Vollstreckungsschutz ist nur möglich, wenn die Belange des Schuldners überwiegen und die Vollstreckung zu einem untragbaren Ergebnis führen würde.
Bei bloßen Geldschulden gibt es bereits mit den Regelungen zur Unpfändbarkeit umfangreiche Schutzvorkehrungen, weshalb Vollstreckungsschutz in diesem Fall kaum eine Anwendung findet. Ein Bereich, bei dem Vollstreckungsschutz nicht fernliegend ist, ist die Räumung von Wohnraum. Typische Fälle sind solche eines drohenden Suizids oder schwere gesundheitliche Schäden.